# Acaena anserinifolia
Acaena anserinifolia är en rosväxtart som först beskrevs av J. F. och G. Forst., och fick sitt nu gällande namn av George Claridge Druce. Acaena anserinifolia ingår i släktet taggpimpineller, och familjen rosväxter. Inga underarter finns listade i Catalogue of Life.

## Bildgalleri

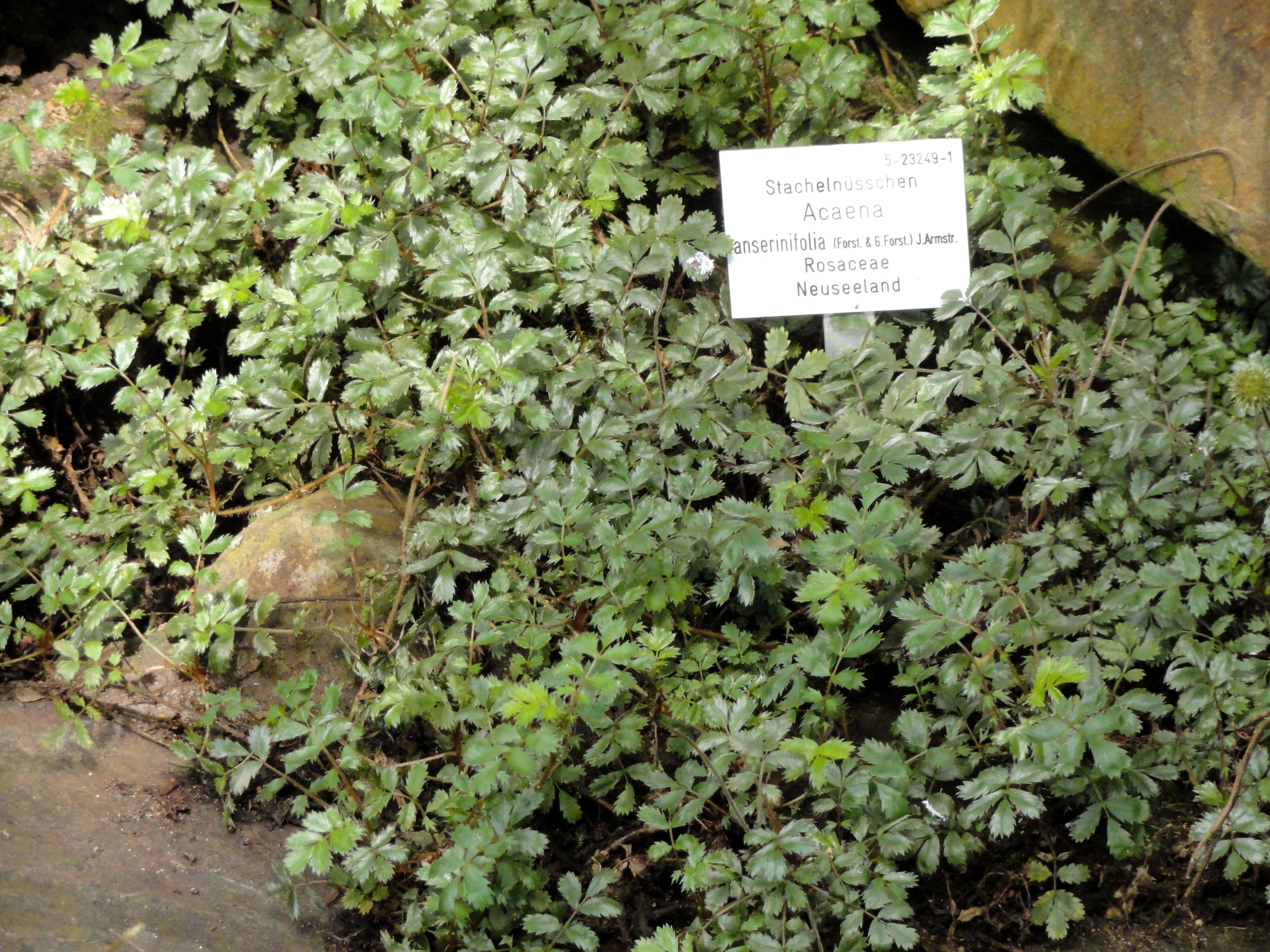